# Pohronie
Pohronie slovacă Pohronský región este o regiune turistică din Slovacia care se întinde la sud de râul Gran și cuprinde:
- Districtul Banská Štiavnica
- Districtul Zvolen
- Districtul Žarnovica
- Districtul Žiar nad Hronom
- Districtul Detva